# Бентли, Сай
Клайтус Джордж «Сай» Бентли (англ. Clytus George «Cy» Bentley, 23 ноября 1850, Ист-Хейвен, Коннектикут — 26 февраля 1873, Мидлтаун, Коннектикут) — американский бейсболист, питчер. В 1872 году провёл восемнадцать игр в составе «Мидлтаун Мэнсфилдс» в чемпионате Национальной ассоциации профессиональных бейсболистов.

## Биография
Бентли родился 23 ноября 1850 года в Ист-Хейвене в штате Коннектикут. Работал плотником. С 1869 года он начал выступать за команду «Мидлтаун Мэнсфилдс», на тот момент имевшую любительский статус, и был её ведущим питчером. В 1872 году «Мэнсфилдс» вошли в состав Национальной ассоциации профессиональных бейсболистов — одной из первых профессиональных лиг в США. Команда провела в ней сезон 1872 года.
Сай Бентли принял участие в восемнадцати играх команды из двадцати четырёх, семнадцать — в роли стартового питчера. На профессиональном уровне он выступал неудачно, одержав две победы при четырнадцати поражениях с пропускаемостью ERA 6,10 (по данным сайта baseball-reference.com — пятнадцать поражений, ERA 6,06). Сезон для него был омрачён трагедиями в семье: в 1872 году умерла его мать, а затем и маленький сын. Сам Бентли умер в феврале 1873 года от туберкулёза в возрасте двадцати двух лет. Он похоронен в Мидлтауне на кладбище Мортимер.